# Jussilankarit
Jussilankarit är en ö i Finland. Den ligger i sjön Längelmävesi och i kommunen Orivesi i den ekonomiska regionen Tammerfors och landskapet Birkaland, i den södra delen av landet, 160 km norr om huvudstaden Helsingfors. Öns största längd är 20 meter i öst-västlig riktning. Notera att namnet antyder att det är fråga om flera öar.